# Jyske mesterskab 1948-49 (fodbold)
Det jyske mesterskab i fodbold 1948-49 var den 50. udgave af turneringen om det jyske mesterskab i fodbold for herrer organiseret af Jydsk Boldspil-Union. Turneringen blev vundet af AGF for 12. gang efter sejr på 4-0 i finalen mod Esbjerg fB.
Slutspillet om det jyske mesterskab bestod af det bedste jyske hold fra hver af de tre divisioner i Danmarksturneringen, AGF, Esbjerg fB og Horsens fS, samt vinderen af JBUs Mesterrække, Herning Fremad.

## JBUs Mesterskabsrække
JBUs Mesterrække bestod af 20 hold inddelt i to kredse. Kredsvinderne gik videre til finalen i Mesterrækken. For første gang sluttede tre århusianske hold på de første tre pladser i Sydkredsen.

### Nord
| Pos | Hold                 | K  | V  | U | T  | M+ | M- | MR    | P  | Kvalifikation eller nedrykning |
| --- | -------------------- | -- | -- | - | -- | -- | -- | ----- | -- | ------------------------------ |
| 1   | Herning Fremad       | 18 | 12 | 2 | 4  | 41 | 20 | 2,050 | 26 | Kvalifikation til finale       |
| 2   | Viborg FF            | 18 | 10 | 3 | 5  | 55 | 29 | 1,897 | 23 |                                |
| 3   | Randers Freja II (O) | 18 | 9  | 5 | 4  | 47 | 29 | 1,621 | 23 |                                |
| 4   | Skive IK             | 18 | 9  | 3 | 6  | 38 | 34 | 1,118 | 21 |                                |
| 5   | Frederikshavn fI     | 18 | 7  | 4 | 7  | 43 | 38 | 1,132 | 18 |                                |
| 6   | Aalborg Freja        | 18 | 6  | 6 | 6  | 48 | 44 | 1,091 | 18 |                                |
| 7   | Holstebro BK         | 18 | 5  | 5 | 8  | 21 | 36 | 0,583 | 15 |                                |
| 8   | Thisted IK           | 18 | 5  | 5 | 8  | 29 | 45 | 0,644 | 15 |                                |
| 9   | Nørresundby          | 18 | 4  | 4 | 10 | 37 | 51 | 0,725 | 12 |                                |
| 10  | Skovbakken IK        | 18 | 3  | 3 | 12 | 26 | 59 | 0,441 | 9  | Nedrykning                     |

### Syd
| Pos | Hold          | K  | V  | U | T  | M+ | M- | MR    | P  | Kvalifikation eller nedrykning |
| --- | ------------- | -- | -- | - | -- | -- | -- | ----- | -- | ------------------------------ |
| 1   | Fredericia    | 18 | 12 | 3 | 3  | 36 | 22 | 1,636 | 27 | Kvalifikation til finale       |
| 2   | Brande IF (O) | 18 | 12 | 2 | 4  | 56 | 32 | 1,750 | 26 |                                |
| 3   | Viby IF       | 18 | 10 | 5 | 3  | 48 | 31 | 1,548 | 25 |                                |
| 4   | Aabenraa BK   | 18 | 9  | 1 | 8  | 52 | 39 | 1,333 | 19 |                                |
| 5   | Esbjerg fB II | 18 | 7  | 4 | 7  | 41 | 31 | 1,323 | 18 |                                |
| 6   | AIA           | 18 | 7  | 4 | 7  | 38 | 29 | 1,310 | 18 |                                |
| 7   | AGF II        | 18 | 7  | 3 | 8  | 38 | 40 | 0,950 | 17 |                                |
| 8   | Kolding IF    | 18 | 6  | 1 | 11 | 31 | 47 | 0,660 | 13 |                                |
| 9   | Silkeborg IF  | 18 | 5  | 3 | 10 | 34 | 58 | 0,586 | 13 |                                |
| 10  | Vejle B II    | 18 | 1  | 1 | 16 | 27 | 72 | 0,375 | 3  | Nedrykning                     |

### JBU Mesterrækken finale
| 9. juni 1949 |

| Herning Fremad   | 3 - 1 e.f.s.            | Fredericia |
| ---------------- | ----------------------- | ---------- |
| ?? 87' · ?? · ?? | Ord. kamp: 1 - 1(0 - 1) | ?? ·       |

| Vejle Stadion, Vejle Tilskuere: 5.200 |

## Slutspil

### Kvalifikation
| Hold til slutspil | Kvalificeret som                       | Øvrige deltagere                    |
| ----------------- | -------------------------------------- | ----------------------------------- |
| Herning Fremad II | Vinder af JBU Mesterrækken             |                                     |
| AGF               | Bedst placerede JBU-hold i 1. division |                                     |
| Esbjerg fB        | Bedst placerede JBU-hold i 2. division | Randers Freja, AaB og Aalborg Chang |
| Horsens fS        | Bedst placerede JBU-hold i 3. division | Vejle BK og Vejen SF                |

### Semifinaler
| 9. juni 1949 |

| Herning Fremad                        | 2 - 3 | Esbjerg fB                                                           |
| ------------------------------------- | ----- | -------------------------------------------------------------------- |
| Aage Sørensen 1-2' · Børge Mølle 2-3' |       | Søren Andersen 0-1' · Jens Peder Hansen 0-2' · Svend Laugesen 1-3' · |

| Vejle Stadion, Vejle Tilskuere: 3.300 |

| 29. juni 1949 |

| AGF                                          | 3 - 1   | Horsens fS          |
| -------------------------------------------- | ------- | ------------------- |
| Claes Petersen 4' 44' · Erik Kuld Jensen 85' | (2 - 0) | Erling Hansen 80' · |

| Aarhus Stadion, Aarhus Tilskuere: 2.700 |

### Finale
| 2. juli 1949 |

| AGF                            | 4 - 0   | Esbjerg fB |
| ------------------------------ | ------- | ---------- |
| Frede Kjeldsen 5' 15' 3-0' 85' | (2 - 0) |            |

| Aarhus Stadion, Aarhus Tilskuere: 3.700 |